# Grote Nationale Alliantie

Logo

De Grote Nationale Alliantie (Spaans: Gran Alianza Nacional, GANA) is een politieke partij in Guatemala.
De GANA is ontstaan in 2003 als alliantie bestaande uit de Patriottische Partij (PP), de Hervormingsbeweging (MR) en de Nationale Solidariteitspartij (PSN) en poneerde Óscar Berger als kandidaat, die de verkiezingen daadwerkelijk wist te winnen. In de volgende jaren stapten de drie partijen uit de GANA, die daarmee als politieke partij verderging. Kandidaat voor de verkiezingen van 2007 was Alejandro Giammattei, die derde werd in de uitslag en daarmee niet doorging naar de tweede ronde. De partij behaalde bij de gelijktijdige congresverkiezingen 37 zetels, een verlies van 10.

## Presidentskandidaten
- 2003: Óscar Berger (gewonnen)
- 2007: Alejandro Giammattei (verloren)